# Redondo (freguesia)
Redondo is een plaats (freguesia) in de Portugese gemeente Redondo en telt 5763 inwoners (2001).